# میشل شال
میشل فلوریا شال، (به انگلیسی: Michel Floréal Chasles) یک ریاضی‌دان فرانسوی (زاده ۱۵ نوامبر ۱۷۹۳- درگذشته ۱۸ دسامبر ۱۸۸۰) بود.

وی در اپرن زاده شده و در اکول پلی‌تکنیک یا پلی‌تکنیک پاریس تحصیل نمود. در ۱۸۱۴ وی برای دفاع از پاریس جنگید و پس از جنگ شغل مهندسی را کنار گذاشته و تنها به ریاضیات پرداخت.

در ۱۸۳۷ وی کتاب دیدگاه تاریخی از خاستگاه و توسعه روش‌های هندسی را منتشر ساخت که باعث شهرت وی گردید و در ۱۸۴۱ استاد اِکول پلی‌تکنیک گردید. میشل شال در ۱۸۴۶ استاد سوربون گردید.

## زندگینامه
او در Épernon فرانسه به دنیا آمد و در اکوله پلی تکنیک پاریس زیر نظر سیمئون دنیس پواسون تحصیل کرد. در جنگ ائتلاف ششم او در سال ۱۸۱۴برای دفاع از پاریس فراخوانده شد.
او در سال ۱۸۳۷کتاب Aperçu historique sur l'origine et le développement des méthodes en géométrie ("دیدگاه تاریخی از پیدایش و توسعه روش ها در هندسه") را منتشر کرد که مطالعه ای در مورد روش قطب های متقابل در هندسه تصویری است. این کار شهرت و احترام قابل توجهی برای او به همراه آورد و او در سال ۱۸۴۱ به عنوان استاد دانشگاه پلی تکنیک منصوب شد، سپس در سال ۱۸۴۶ یک کرسی استادی در دانشگاه سوربن به او اعطا شد. ویرایش دوم این کتاب در سال ۱۸۷۵ منتشر شد. در سال ۱۸۳۹، لودویگ آدولف سونکه. پدر لئونارد سونکه) کتاب او را تحت عنوان تاریخچه هندسه، عمدتاً با اشاره به روش های جدیدتر به آلمانی ترجمه کرد. اندکی پس از آن، در سال ۱۸۴۱، چارلز گریوز یک نسخه انگلیسی را با عنوان دو یادداشت هندسی در مورد خصوصیات عمومی مخروط های درجه دوم و در مورد مخروط های کروی منتشر کرد و مقدار قابل توجهی از مطالب را اضافه کرد.
یاکوب اشتاینر مسئله مخروطی اشتاینر را برای شمارش تعداد مقاطع مخروطی مماس بر هر یک از پنج مخروط داده شده پیشنهاد کرده بود و به آن اشتباه پاسخ داده بود. شال نظریه ای از ویژگی ها ایجاد کرد که شمارش صحیح مخروط ها را امکان پذیر می کرد (۳۲۶۴عدد وجود دارد) (به هندسه شمارشی مراجعه کنید). او چندین قضیه مهم را پایه گذاری کرد (که همه آنها قضیه شال نامیده می شوند). در سینماتیک، توصیف شال از یک حرکت اقلیدسی در فضا به عنوان جابجایی پیچ برای توسعه نظریه‌های دینامیک اجسام صلب نقش اساسی داشت.
شال در سال ۱۸۶۴ به عنوان عضو افتخاری خارجی آکادمی هنر و علوم آمریکا انتخاب شد. در سال ۱۸۶۵ به او مدال کاپلی اعطا شد.
همانطور که در گنجینه‌ای از فریب، نوشته مایکل فارکهار (کتاب‌های پگوین، ۲۰۰۵) توضیح داده شد، بین سال‌های ۱۸۶۱و ۱۸۶۹، شزلز برخی از ۲۷۰۰۰ نامه جعلی را از فرانسوی دنیس ورین-لوکاس خریداری کرد. در این گنجینه نامه هایی از اسکندر مقدونی به ارسطو، از کلئوپاترا به ژولیوس سزار، و از مریم مجدلیه به لازاروس احیا شده گنجانده شده بود، همه به زبان فرانسوی جعلی قرون وسطایی. در سال ۲۰۰۴، مجله Critical Inquiry نامه‌ای را که اخیراً «کشف» شده بود در سال ۱۸۷۱ منتشر کرد که توسط Vrain-Lucas (از زندان) به Chasles نوشته شد و دیدگاه Vrain-Lucas را در مورد این رویدادها منتقل کرد، [6] که خودش جعلیست.
در سال ۱۹۸۶، الکساندر جونز تفسیری بر کتاب ۷ مجموعه پاپوس اسکندریه منتشر کرد که شال در تاریخچه روش های هندسی خود به آن اشاره کرده بود. جونز این نظرات را در مورد Chasles، Pappus و اقلیدس بیان می کند:[8]
مشارکت Chasles در درک ما از Porisms به دلیل نامعقول بودن ذاتی ادعای او مبنی بر بازیابی اساسی محتویات کتاب اقلیدس بر اساس داده‌های ناچیز پاپوس و پروکلوس پنهان می‌شود... هنوز هم برای اولین بار به Chasles مراجعه می‌کنیم. قدردانی از علاقه به پوریسم ها از دیدگاه هندسه مدرن. مهمتر از همه، او اولین کسی بود که متوجه تکرار نسبت های متقاطع و نسبت هارمونیک در لم ها شد، و از آنجایی که این مفاهیم بیشتر بازسازی های او را در بر می گیرد، این احتمال وجود دارد که بسیاری از اختراعات او با برخی از اختراعات اقلیدس همزمان باشد، حتی اگر ما نتوانیم. حالا بگویید آنها کدامند
نام Chasles یکی از 72 نامی است که بر روی برج ایفل حک شده است.